# Старицька сільська рада (Брусилівський район)
Старицька сільська рада — колишня адміністративно-територіальна одиниця та орган місцевого самоврядування у Бишівському і Брусилівського району Київської округи, Київської та Житомирської областей Української РСР з адміністративним центром у селі Старицьке.

## Населені пункти
Сільській раді на час ліквідації були підпорядковані населені пункти:
- с. Старицьке.

## Населення
Відповідно до перепису населення СРСР, станом на 17 грудня 1926 року, чисельність населення ради становила 574 особи, з них, за статтю: чоловіків — 283, жінок — 291; етнічний склад: українців — 72, інші (німці) — 502. Кількість господарств — 111, з них неселянського типу — 2.

## Історія та адміністративний устрій
Створена 1923 року в колонії Старицьке Бишівської волості Київського повіту Київської губернії. 7 березня 1923 року включена до складу новоутвореного Бишівського району Київської округи. 5 лютого 1931 року сільську раду передано до складу Брусилівського району Української СРР.
Станом на 1 вересня 1946 року сільська рада входила до складу Брусилівського району Житомирської області, на обліку в раді перебувало с. Старицьке.
Ліквідована 11 серпня 1954 року, відповідно до указу Президії Верховної ради Української РСР «Про укрупнення сільських рад по Житомирській області», територію ради та с. Старицьке приєднано до складу Яструбеньківської сільської ради Брусилівського району Житомирської області.